# Dorotheenstraße 5 (Bad Homburg)

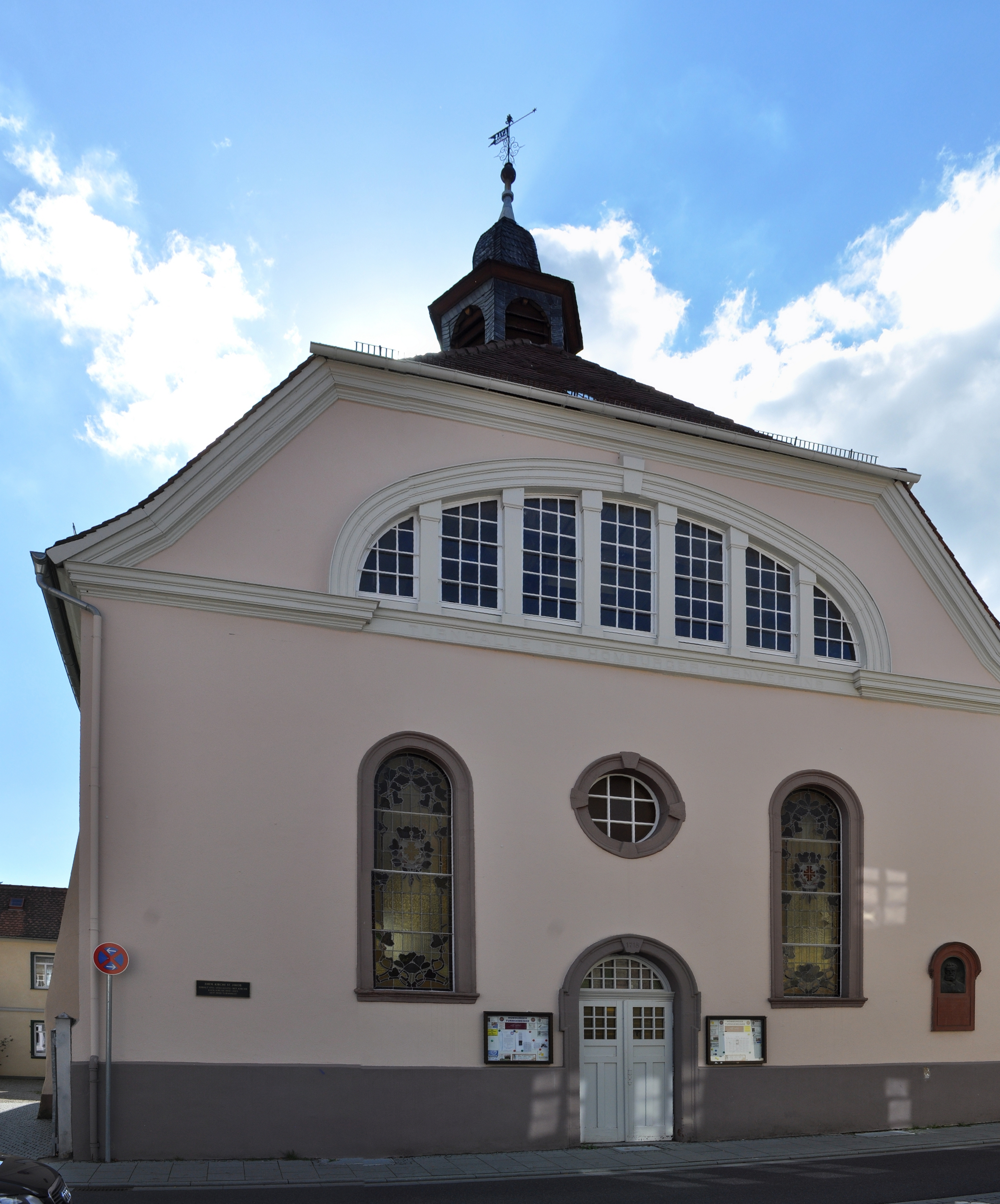
Dorotheenstraße 5

Das denkmalgeschützte Haus Dorotheenstraße 5 in der Dorotheenstraße in Bad Homburg vor der Höhe wurde als französisch-reformierte Kirche erbaut und ist jetzt ein Ausstellungshaus.

## Kirchenbau der französisch-reformierten Kirchgemeinde
Wie bereits sein Vater siedelte auch Landgraf Friedrich III. von Hessen-Homburg französische Glaubensflüchtlinge, die Hugenotten, in Homburg an. Als Kirche nutzte die französisch-reformierte Kirchgemeinde Homburg zunächst die deutsch-reformierte Kapelle des Schlosses.
Mit dem Wachsen der Gemeinde stieg der Wunsch nach einem eigenen Gotteshaus. 1718 bis 1723 wurde daher auf dem bisherigen französisch-reformierten Friedhof die Jacobskirche (später wurde sie Jakobskirche geschrieben) errichtet. Die Einweihung erfolgte am Tag des Apostels Jacobus dem 25. Juli 1724. Ob die Wahl des Patroziniums mit dem zweiten Vornamen des Landgrafen zusammenhängt, kann nur vermutet werden.
Die Kirche war ein massiv errichteter Saalbau mit (ehemals) je zwei sich verjüngenden Strebepfeilern an den Längsseiten. Die Gliederung der Wände erfolgte durch vier bzw. zwei hohe Rundbogenfenster. An der Eingangsfront besteht ein mit Ohren besetztes Rundbogenportal mit darüberliegendem „Ochsenauge“ und seitlichen, hochgelegenen rundbogigen Fenster. Bei dem Dach der Kirche handelt es sich um ein großvolumiges Krüppelwalmdach mit Haubendachreiter. Die Wetterfahne stammt aus dem Jahr 1718. Ursprünglich verfügte die Kirche über dreiseitige, bis zur Mitte des Raumes vordringende Emporen und eine Kanzel an der Südwand.

## Katholische Kirche
Im Laufe der Jahre wurde die französisch-reformierte Gemeinde kleiner. Der Friedhof hinter der Kirche wurde 1770 letztmals belegt. Spätere Beerdigungen erfolgten auf dem Evangelischen Friedhof.
1816 vermietete die französisch-reformierte Gemeinde die Kirche an die katholische Gemeinde der Stadt. Im evangelischen Homburg war diese sehr klein. 1820 kaufte sie das Gebäude und nutzte es bis zum 14. August 1895. Seither wurde die neue Marienkirche durch die katholische Gemeinde genutzt.

## Turnhalle
Nach einigen Jahren des Leerstandes erwarb die Homburger Turngemeinde (HTG) für 28.000 Mark das Haus. 1905 wurde es von Louis Jacobi zur Turnhalle umgebaut. Hierbei erfolgte ein Anbau des eingeschossigen Eingangsbereichs an der Nordseite und ließ den Saal nach Westen ausbauen, um Platz für Garderoben und eine Bühne zu schaffen. Auch die Front wurde neu gestaltet. Das große Segmentbogenfenster im Giebelfeld der Hauptfassade prägt das Aussehen.

## Verkauf und Umbau zur Galerie Jakobshallen
2012 verkaufte die Homburger Turngemeinde das Gebäude für 500.000 € und nutzt seitdem die Sportanlagen am Niederstedter Weg. Käufer war die Galerie Scheffel, die als Veranstalter der Blickachsen bekannt ist. Die Galerie Scheffel plant den Umbau des Hauses in eine Galerie für Skulpturen und hat den Architekten Dietmar Schäfter hiermit beauftragt. Die erste Ausstellung eröffnete nach dreijähriger Kernsanierung am 28. Mai 2016.

## Denkmalschutz

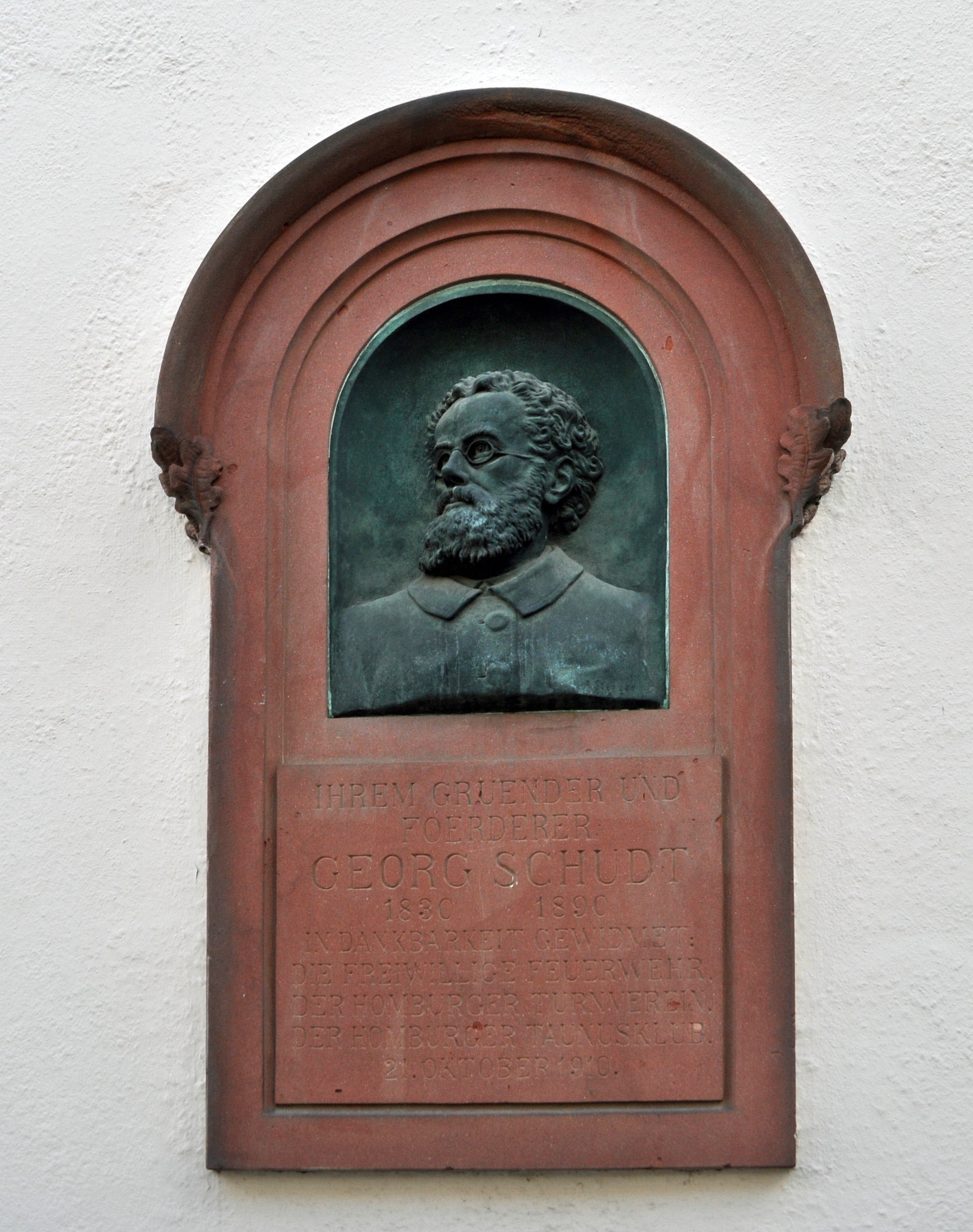
Denkmal Georg Schud

Das Haus ist aus architektur-, kirchen- und ortsgeschichtlichen Gründen als Kulturdenkmal geschützt.
Ebenfalls unter Denkmalschutz steht das am 21. Oktober 1910 an der Außenwand der Turnhalle angebrachte Denkmal für Georg Schudt (1830–1890). Mit dem ebenfalls von Jacobi gestalteten Relief wurde der Buchdruckereibesitzer, Herausgeber des Taunusboten, Mitbegründer des Turnvereins, der Freiwilligen Feuerwehr Bad Homburg und Gründungsmitglied des Homburger Taunusclubs Georg Schudt geehrt. Der Bronzeguss erfolgte durch die Firma Knodt, Frankfurt-Bockenheim.
Hinter der Turnhalle errichtete der Homburger Turnverein e.V. (HTG) in Erinnerung an den „Turnvater“ Friedrich Ludwig Jahn (1788–1852) ein Denkmal, eine Steingruppe aus Taunusquarzitblöcken, gestaltet von Steinmetz Philipp Holler. Sie trägt ein von Bildhauer August Stenger geschaffenes Bronzemedaillon Jahns, das in der Maschinenfabrik Chr. Metzger am heutigen Europakreisel gegossen und am 1. September 1912 eingeweiht wurde. Nach dem Verkauf der Turnhalle, entstand ein Konflikt, ob das Denkmal am alten Standort bleiben oder an den neuen Turnhallenstandort am Niederstedter Weg verlagert werden müsse. Nach jahrelangen Verhandlungen mit dem Denkmalbeirat der Stadt durfte die HTG das Denkmal an den neuen Standort der Turnhalle umziehen, wo es Anfang Mai 2016 neu enthüllt werden konnte.